# Семіх Кая
Семіх Кая (тур. Semih Kaya, нар. 24 лютого 1991, Ізмір) — турецький футболіст, захисник клубу «Галатасарай».
П'ятиразовий чемпіон Туреччини, чотириразовий володар Кубка Туреччини. Володар Кубка Чехії.

## Клубна кар'єра
У дорослому футболі дебютував 2008 року виступами за команду клубу «Галатасарай», в якій провів два сезони, взявши участь лише у 3 матчах чемпіонату. 
Згодом з 2010 по 2011 рік грав на умовах оренди за команди «Газіантепспор» та «Карталспор».
До складу клубу «Галатасарай» повернувся 2011 року. Відтоді встиг відіграти за стамбульську команду понад 100 матчів в національному чемпіонаті.

## Виступи за збірні
2006 року дебютував у складі юнацької збірної Туреччини, взяв участь у 43 іграх на юнацькому рівні, відзначившись одним забитим голом.
Протягом 2009–2012 років залучався до складу молодіжної збірної Туреччини. На молодіжному рівні зіграв у 4 офіційних матчах.
2012 року дебютував в офіційних матчах у складі національної збірної Туреччини. Наразі провів у формі головної команди країни 23 матчі.

## Статистика виступів

### Статистика клубних виступів
Станом на 3 червня 2015 року
| Сезон             | Команда           | Чемпіонат         | Чемпіонат | Чемпіонат | Національний кубок | Національний кубок | Національний кубок | Континентальні кубки | Континентальні кубки | Континентальні кубки | Інші змагання | Інші змагання | Інші змагання | Усього | Усього |
| Сезон             | Команда           | Ліга              | Ігор      | Голів     | Ліга               | Ігор               | Голів              | Ліга                 | Ігор                 | Голів                | Ліга          | Ігор          | Голів         | Ігор   | Голів  |
| ----------------- | ----------------- | ----------------- | --------- | --------- | ------------------ | ------------------ | ------------------ | -------------------- | -------------------- | -------------------- | ------------- | ------------- | ------------- | ------ | ------ |
| 2011–12           | «Галатасарай»     | СЛ                | 24+6      | 1         | КТ                 | 1                  | 0                  | -                    | -                    | -                    | -             | -             | -             | 31     | 1      |
| 2012–13           | «Галатасарай»     | СЛ                | 25        | 0         | КТ                 | 0                  | 0                  | ЛЧ                   | 10                   | 0                    | СКТ           | 1             | 0             | 36     | 0      |
| 2013–14           | «Галатасарай»     | СЛ                | 29        | 0         | КТ                 | 5                  | 0                  | ЛЧ                   | 6                    | 0                    | СКТ           | 1             | 0             | 41     | 0      |
| 2014–15           | «Галатасарай»     | СЛ                | 19        | 0         | КТ                 | 6                  | 0                  | ЛЧ                   | 6                    | 0                    | СКТ           | 1             | 0             | 32     | 0      |
| Усього за кар'єру | Усього за кар'єру | Усього за кар'єру | 97+6      | 1         |                    | 12                 | 0                  |                      | 22                   | 0                    |               | 3             | 0             | 140    | 1      |

## Титули і досягнення
- Чемпіон Туреччини (5):

«Галатасарай»:  2007–08, 2011–12, 2012–13, 2014–15, 2018–19
- Володар Кубка Туреччини (4):

«Галатасарай»:  2013–14, 2014–15, 2015–16, 2018–19
- Володар Суперкубка Туреччини (5):

«Галатасарай»: 2008, 2012, 2013, 2015, 2016
- Володар Кубка Чехії (1):

«Спарта»: 2019-20